# Izabela (księżniczka Danii)
Izabela, księżniczka Danii, hrabianka Montpezat (duń. Isabella Henrietta Ingrid Margrethe; ur. 21 kwietnia 2007 w Kopenhadze) – księżniczka Danii, hrabianka Monpezat. Jest drugim dzieckiem króla Danii, Fryderyka X, oraz jego żony królowej, Marii Donaldson. Obecnie zajmuje drugie miejsce w linii sukcesji do duńskiego tronu –  za starszym bratem, Chrystianem, a przed młodszym bratem – Wincentym.

## Biografia

### Narodziny
Urodziła się 21 kwietnia 2007 roku o godz. 16.02 w szpitalu Rigshospitalet w Kopenhadze jako drugie dziecko króla Danii, Fryderyka X, oraz jego żony królowej, Marii Donaldson. W chwili urodzin mierzyła 50 centymetrów i ważyła 3.35 kilogramów.
Była pierwszą wnuczką królowej Małgorzaty II oraz pierwszą duńską księżniczką urodzoną po 1946 roku.
Izabela ma troje rodzeństwa – Chrystiana (ur. 2005), Wincentego (ur. 2011) i Józefinę (ur. 2011).

### Chrzest
Została ochrzczona 1 lipca 2007 roku w kaplicy pałacu Fredensborg. Dziewczynka ubrana była w szatę, którą w 1870 roku zakupiła królowa Luiza Bernadotte. Pierwszy raz szata została założona przez przyszłego króla Danii, Chrystiana X (ostatniego władcę o tym imieniu na duńskim tronie).

Rodzicami chrzestnymi małej księżniczki zostali: ówczesna księżna belgijska, obecnie królowa Belgii, Matylda, księżniczka grecka, Aleksja, a także Nadine Johnston, Christian Buchwald, Peter Heering i Marie Louise Skeel.
W dniu chrztu ogłoszono, że dziewczynka otrzymała imiona Izabela Henryka Ingryda Małgorzata (duń. Isabella Henrietta Ingrid Margrethe). Imię Izabela nosiła królowa Danii, Izabela Habsburżanka, żona króla Chrystiana II. Imię Henryka otrzymała po swojej babce, Henrietcie Donaldson. Imię to nosiła również jej dwie prapraprababki – Henriette Hallberg i Henrietta Clark. Imię Ingryda nosiła natomiast jej prababka, księżniczka szwedzka, a następnie królowa duńska, Ingrid Bernadotte. Ostatnie imię, Małgorzata, otrzymała po królowej Małgorzacie I oraz po babce, królowej Małgorzacie II.

### Młodość
30 kwietnia 2022 roku została konfirmowana (odpowiednik katolickiej pierwszej komunii i bierzmowania) w kaplicy pałacu Fredensborg. Prywatnej ceremonii przewodniczył spowiednik rodziny królewskiej, biskup Henrik Wigh-Poulsen. Na uroczystości obecni byli: babcia Izabeli – Małgorzata II – oraz jej rodzice i rodzeństwo, jak również stryj, Joachim, z żoną i dziećmi, a także rodzice chrzestni Izabeli, między innymi Matylda (królowa Belgów) i księżniczka grecka, Aleksa. Z okazji swojej konfirmacji Izabela założyła broszkę z różową perłą, którą otrzymała od swojej babci w dniu chrztu, w 2007 roku. Wcześniej broszka należała do prababci księżniczki, królowej Danii, Aleksandry meklemburskiej.
11 kwietnia 2025 roku księżniczka, wraz z rodzicami oraz młodszym rodzeństwem, udała się do Aarhus, gdzie zainaugurowano celebrację jej 18. urodzin.

## Tytulatura
2007-2008: Jej Królewska Wysokość księżniczka Izabela
Od 2008: Jej Królewska Wysokość księżniczka Izabela, hrabianka Montpezat

## Odznaczenia
- Order Słonia (2024, wręczenie 2025)[8][9][10]
- Medal Pamiątkowy 75-lecia Urodzin Księcia Henryka (2009)[11]
- Medal Pamiątkowy 70-lecia Urodzin Królowej Małgorzaty
- Medal Pamiątkowy 40-lecia Panowania Królowej Małgorzaty II

## Genealogia
| Prapradziadkowie                          | król Danii i Islandii Chrystian X (1870-1947) ∞1898 Aleksandra Mecklenburg-Schwerin (1879-1952) | król Szwecji Gustaw VI Adolf (1882-1972) ∞1905 Małgorzata Koburg (1882-1920)           | Henri de Laborde de Monpezat (1868-1929) ∞1904 Henriette Hallberg (1880-1973)          | Maurice Doursenot (1883-1916) ∞1907 Marguerite Gay (1883-1974)                         | Alexander Donaldson (1889-) ∞ Jean Stevenson (1889-)                        | John Dalgleish (1883-) ∞ Barbara McDonald Paisley (-1938)                   | John Thomas Tait Horne (1886-) ∞ Henrietta Clark (1887-)                    | William Melrose (1890-) ∞ Catherine Smith (1893-1941)                       |
| Pradziadkowie                             | król Danii Fryderyk IX (1899-1972) ∞1935 Ingryda Bernadotte (1910-2000)                         | król Danii Fryderyk IX (1899-1972) ∞1935 Ingryda Bernadotte (1910-2000)                | André de Laborde de Monpezat (1907-1998) ∞1934 Renée Doursenot (1908-2001)             | André de Laborde de Monpezat (1907-1998) ∞1934 Renée Doursenot (1908-2001)             | Peter Donaldson (1911-1978) ∞1938 Mary Dalgleish (1914-2002)                | Peter Donaldson (1911-1978) ∞1938 Mary Dalgleish (1914-2002)                | Archibald Horne (1911-1974) ∞1941 Elizabeth Gibson Melrose (1917-1958)      | Archibald Horne (1911-1974) ∞1941 Elizabeth Gibson Melrose (1917-1958)      |
| Dziadkowie                                | królowa Danii Małgorzata II (ur. 1940) ∞1967 Henryk de Laborde de Monpezat (1934-2018)          | królowa Danii Małgorzata II (ur. 1940) ∞1967 Henryk de Laborde de Monpezat (1934-2018) | królowa Danii Małgorzata II (ur. 1940) ∞1967 Henryk de Laborde de Monpezat (1934-2018) | królowa Danii Małgorzata II (ur. 1940) ∞1967 Henryk de Laborde de Monpezat (1934-2018) | John Dalgleish Donaldson (ur. 1941) ∞1963 Henrietta Clark Horne (1942-1997) | John Dalgleish Donaldson (ur. 1941) ∞1963 Henrietta Clark Horne (1942-1997) | John Dalgleish Donaldson (ur. 1941) ∞1963 Henrietta Clark Horne (1942-1997) | John Dalgleish Donaldson (ur. 1941) ∞1963 Henrietta Clark Horne (1942-1997) |
| Rodzice                                   | król Danii Fryderyk X (ur. 1968) ∞2004 Maria Donaldson (ur. 1972)                               | król Danii Fryderyk X (ur. 1968) ∞2004 Maria Donaldson (ur. 1972)                      | król Danii Fryderyk X (ur. 1968) ∞2004 Maria Donaldson (ur. 1972)                      | król Danii Fryderyk X (ur. 1968) ∞2004 Maria Donaldson (ur. 1972)                      | król Danii Fryderyk X (ur. 1968) ∞2004 Maria Donaldson (ur. 1972)           | król Danii Fryderyk X (ur. 1968) ∞2004 Maria Donaldson (ur. 1972)           | król Danii Fryderyk X (ur. 1968) ∞2004 Maria Donaldson (ur. 1972)           | król Danii Fryderyk X (ur. 1968) ∞2004 Maria Donaldson (ur. 1972)           |
| Izabela Glücksburg (ur. 21 kwietnia 2007) |                                                                                                 |                                                                                        |                                                                                        |                                                                                        |                                                                             |                                                                             |                                                                             |                                                                             |